# 1 Dywizja Piechoty Morskiej (ukraińska)

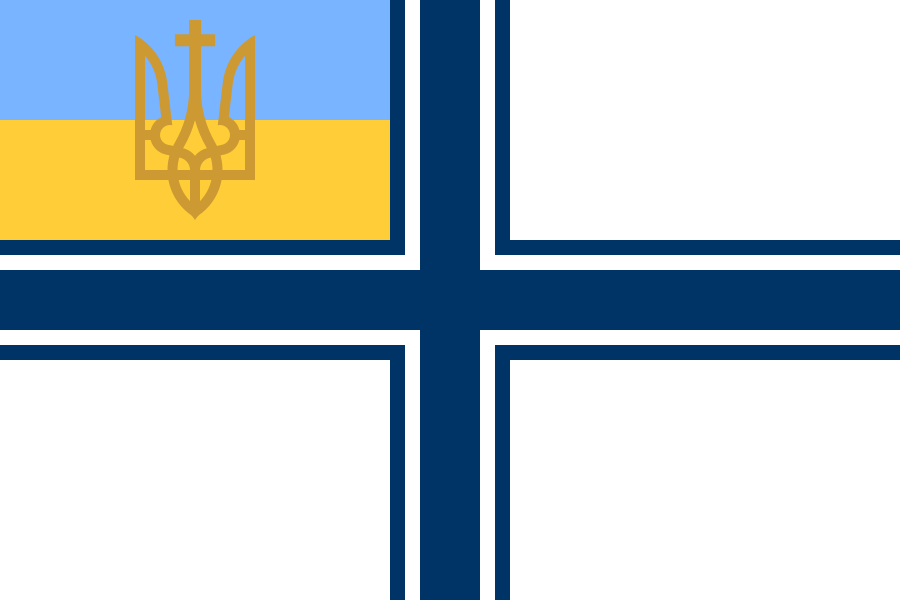
Sztandar ukraińskiej piechoty morskiej z lat 1918-1920

1 Dywizja Piechoty Morskiej (ukr. 1 дивізія морської піхоти) – jednostka wojskowa piechoty morskiej Armii Czynnej Ukraińskiej Republiki Ludowej w latach 1919–1920.
Po przejęciu władzy na Ukrainie przez atamana Semena Petlurę minister marynarki wojennej kontradm. Mychajło Bilinski przedstawił koncepcję utworzenia obrony nadbrzeżnej wybrzeża Morza Czarnego. Ministerstwo wiosną i latem 1919 r. w Winnicy, a później Kołomyi i Kamieńcu Podolskim rozpoczęło formowanie 1 Dywizji Piechoty Morskiej. W jej skład weszły: 1 Huculski Pułk Piechoty Morskiej, 2 Pułk Piechoty Morskiej i 3 Huculski Pułk Piechoty Morskiej. 1 i 2 Huculskie Pułki Piechoty Morskiej składały się, oprócz zmobilizowanych Ukraińców, także z Hucułów, którzy zajmowali się spławianiem drewna górskimi rzekami. W 2 Pułku Piechoty Morskiej służyli mieszkańcy Naddnieprza. Kadrę jednostek stanowili Ukraińcy z Galicji, służący podczas I wojny światowej w marynarce wojennej Austro-Węgier. Dowódcą 1 Pułku został sotnik Wołodymyr Hempel, zaś 2 Pułku por. Iwan Sicz. Od końca kwietnia 1919 r. na czele dywizji stał kontradm. M. Bilinski. Żołnierze piechoty morskiej nosili czarne mundury. W czerwcu 1 Pułk trafił na front, biorąc udział w walkach z prowadzącymi ofensywę wojskami bolszewickimi pod Wołoczyskami. Stopniowo do walki wkroczyły pozostałe pułki. Do końca roku  dywizja toczyła ciężkie walki. W grudniu 1919 r. wzięła udział w I pochodzie zimowym wojsk gen. Mychajły Omelianowicza-Pawlenki. Zdobyto Winnicę i Odessę. Od końca kwietnia 1920 r. uczestniczyła w ofensywie polsko-ukraińskiej. Pod wpływem kontrofensywy bolszewickiej wraz z pozostałymi wojskami ukraińskimi wycofywała się na zachód. 21 listopada wykrwawione resztki dywizji przeszły Zbrucz, przekraczając granicę z Polską. Ukraińcy zostali internowani.

## Galeria

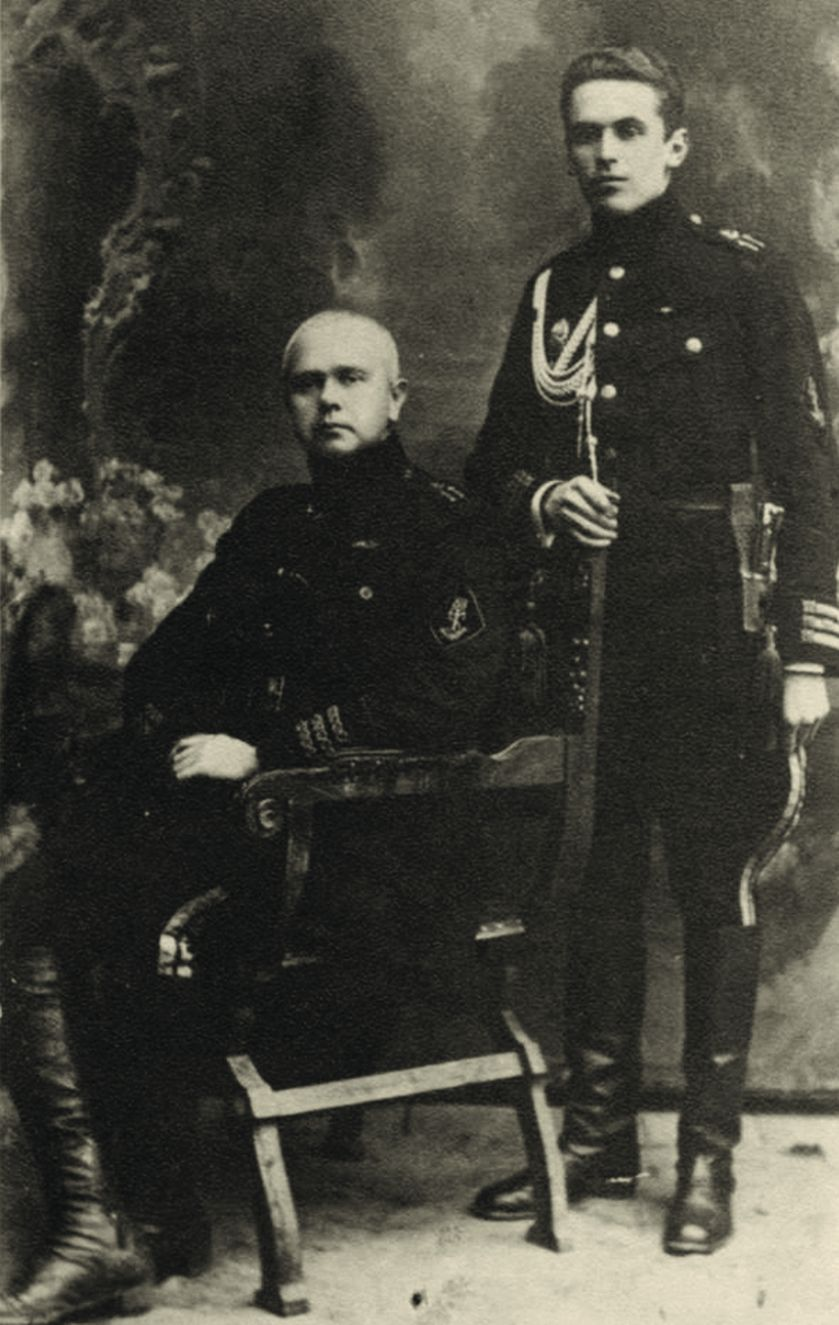
Minister Mychajło Bilinski i Swiatosław Szramczenko w mundurach 1 Huculskiego Pułku Piechoty Morskiej, 1919
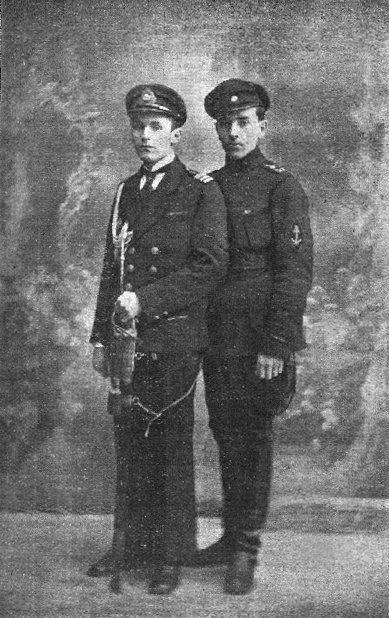
2 żołnierzy 1 Huculskiego Pułku Piechoty Morskiej, 1919
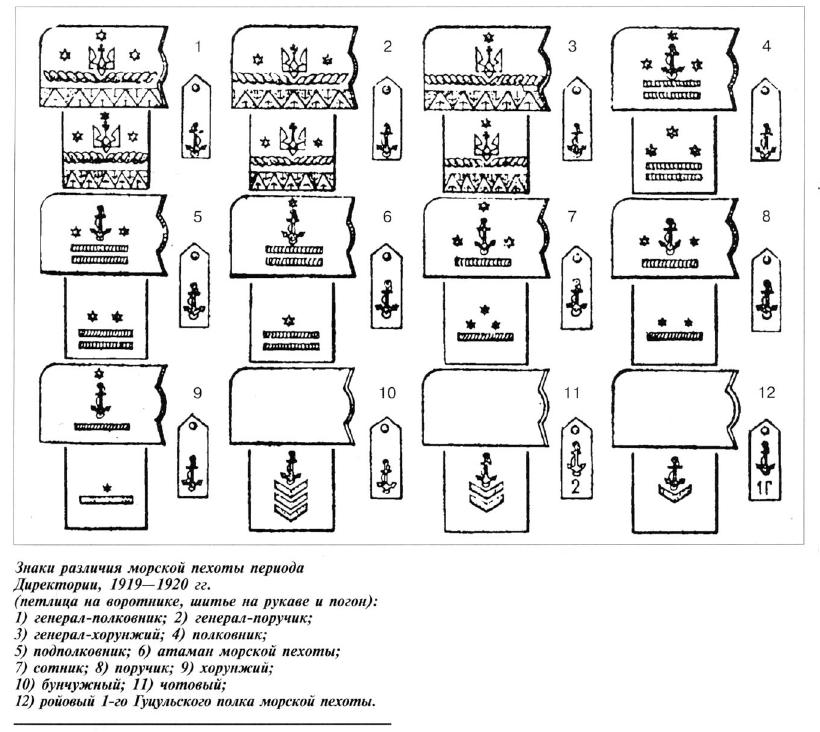
Znaki na mundurach ukraińskiej piechoty morskiej
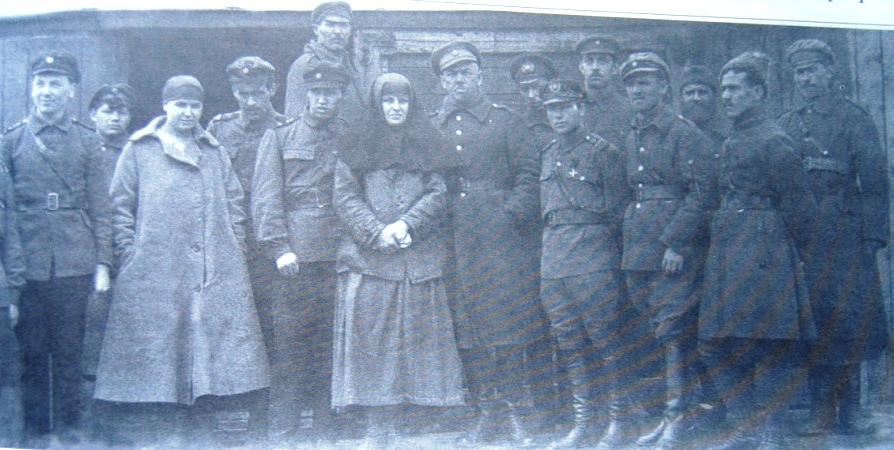
Internowani w Polsce żołnierze ukraińskiej piechoty morskiej, 1920